# 尹德妃
尹德妃（?—?），唐高祖李渊的德妃，酆王李元亨生母。

## 生平
尹德妃因姿色妖媚，为高祖晚年最受宠的妃子，生下兒子酆王李元亨，更深得唐高祖寵愛。在政治上，尹德妃與张婕妤為了鞏固地位及自身利益，勾結太子李建成、李元吉，而且背地裡與她們勾搭成姦，合謀陷害李世民，而且李建成、李元吉都善於曲意侍奉，賄賂獻媚尹德妃與张婕妤兩位庶母，使她們在高祖面前替自己說好話。如《旧唐书》称李建成、李元吉与庶母尹德妃和张婕妤通姦，淫乱後宮，而唐高祖立即對他們四人私通亂倫一事進行查驗。尹德妃的父亲尹阿鼠骄横跋扈，秦王李世民的属官杜如晦，路过尹阿鼠的府门，尹阿鼠的仆人把杜如晦拉下马，说：“汝何人，敢过我门而不下马！”打了一顿，杜如晦一个手指被打折，但是尹阿鼠恶人先告状，让尹德妃向唐高祖诬告杜如晦欺侮他的家仆，高祖怒责李世民：“我的妃嫔都受你身边的人欺凌，何况是普通百姓！”李世民反复为自己辩解，但高祖始终不信，之後李建成、李元吉、尹德妃、张婕妤甚至狼狽為奸，還合謀設下毒計，陰謀殺害李世民。玄武门之变後，尹德妃不知所終。只知她的兒子李元亨在贞观二年（628年），授散骑常侍，拜金州刺史。
一些小说称张婕妤、尹德妃原是隋朝晋阳宫的妃嫔，但是史书只是说裴寂把晋阳宫的宫人献给李渊，并没有说她们就是张婕妤、尹德妃。